# 1986-os magyar asztalitenisz-bajnokság
Az 1986-os magyar asztalitenisz-bajnokság a hatvankilencedik magyar bajnokság volt. A bajnokságot március 8. és 9. között rendezték meg Szolnokon, a Tiszaligeti Sportcsarnokban.

## Eredmények
| Versenyszám  | Arany                                                 | Arany | Ezüst                                            | Ezüst | Bronz | Bronz |
| ------------ | ----------------------------------------------------- | ----- | ------------------------------------------------ | ----- | --- | ----- |
| Férfi egyéni | Kriston Zsolt Bp. Spartacus                           |       | Klampár Tibor TTC Langenlois                     |       | Frank Béla BVSCTakács János BVSC                                                                                                  |       |
| Női egyéni   | Oláh Zsuzsa Statisztika Petőfi SC                     |       | Káhn Szilvia Fővárosi Vízművek SK                |       | Bátorfi Csilla BSEGazsi Ildikó Kanizsa Bútor                                                                                      |       |
| Férfi páros  | Káposztás Zoltán, Molnár János Bp. Spartacus          |       | Nozicska József, Frank Béla BVSC                 |       | Klampár Tibor, Kriston Zsolt TTC Langenlois , Bp. SpartacusTakács János, Benák András BVSC, Borsodi Építők Volán                  |       |
| Női páros    | Fazekas Györgyi, Nagy Krisztina Statisztika Petőfi SC |       | Balogh Ilona, Bolvári Ildikó Tolnai Vörös Lobogó |       | Bátorfi Csilla, Oláh Zsuzsa BSE, Statisztika Petőfi SCGazsi Ildikó, Urbán Edit Kanizsa Bútor, BSE                                 |       |
| Vegyes páros | Takács János, Urbán Edit BVSC, BSE                    |       | Kriston Zsolt, Bátorfi Csilla Bp. Spartacus, BSE |       | Tóth Bálint, Tihanyi Márta Ganz-MÁVAG VSE, Erzsébeti SMTKAranyosi Péter, Bolvári Ildikó Szegedi EOL-DÉLÉP SE, Tolnai Vörös Lobogó |       |